# Банк Латвии
Банк Латвии (латыш. Latvijas Banka) — центральный банк Латвии. Штаб-квартира банка расположена в Риге на улице Кришьяня Валдемара, д. 2а.
Банк в соответствии с национальным законодательством осуществляет ключевые функции финансового регулятора. Банк нёс ответственность за поддержание стабильности национальной валюты, осуществлял эмиссию латвийской денежной единицы — лата. Надзор за деятельностью банка осуществляется Сеймом Латвии.

## История
7 сентября 1922 года был учреждён Банк Латвии как центральный банк страны; закон о его создании принят Конституционным собранием.  3 августа 1922 года национальной денежной единицей стал лат, право выпуска которого получил Банк Латвии. 24 апреля 1923 Сейм утвердил Устав банка, подписанный президентом Янисом Чаксте 2 июля.
После присоединения Латвии к СССР, 10 октября 1940 года банк был ликвидирован; его функции были переданы латвийской республиканской конторе Госбанка СССР. В годы нацистской оккупации Банк Латвии возобновлял свою работу, но эмиссией национальной валюты уже не занимался.
2 марта 1990 года Верховный Совет Латвийской ССР принял закон «О банках», в соответствии с которым был создан республиканский центральный банк. Тем не менее, полностью функции национального банка, включая эмиссионную, банк стал осуществлять лишь после признания Россией государственной независимости Латвии, осенью 1991 года. В состав Банка Латвии был включён Латвийский республиканский банк Госбанка СССР (образованный в 1987 году на базе республиканского отделения Госбанка).
С 1 мая 2004 года в связи со вступлением Латвии в Европейский союз Банк Латвии вошёл в Европейскую систему центральных банков.

## Собственники и руководство
Собственником банка является латвийское государство.
Президент — Мартиньш Казакс. Вступил в должность 21 декабря 2019 года, до этого президентами были Эйнарс Репше и Илмар Римшевич.

## Деятельность
Кроме центрального банка, расположенного в Риге, в Латвии также имеются два филиала в Резекне и Лиепае.

### Показатели деятельности
Активы банка на 31 декабря 2008 года составили 3,41 млрд латов (на 31 декабря 2007 года — 2,85 млрд латов), капитал — 242,0 млн латов (170,5 млн), чистая прибыль за 2008 год — 53,4 млн латов (за 2007 год — 51,5 млн латов).

### Золотой запас
Был сформирован после передачи Советской Россией 4 млн золотых рублей, или 3 096,9 кг из золотого запаса Российской империи. Этот запас по сей день составляет половину латвийского золотого резерва, который в настоящее время оценивается в 7 700 кг, из которых 1 100 кг передано Европейскому центробанку после присоединения Латвии к еврозоне.